# Hylesia pollex
Hylesia pollex är en fjärilsart som beskrevs av Dyar 1913. Hylesia pollex ingår i släktet Hylesia och familjen påfågelsspinnare. Inga underarter finns listade i Catalogue of Life.